# Herbert Haag (Theologe)
Herbert Haag (* 11. Februar 1915 in Singen am Hohentwiel; † 23. August 2001 in Luzern) war ein römisch-katholischer Schweizer Theologe und Bibelwissenschaftler.

## Leben und Wirken
Nach der Matura in Feldkirch entschied er sich, ermutigt durch den Bischof von Basel, für eine Universitätslaufbahn mit Schwerpunkt beim Alten Testament. Im Oktober 1934 trat er in das Collegium Germanicum in Rom zum Studium der Philosophie und Theologie ein. Nach drei Jahren Studium der Philosophie und zwei Jahren Theologie wechselte er vorzeitig im Sommer 1939 nach Paris an das Institut Catholique, schloss die Theologie ab und betrieb das Studium des Hethitischen und des Arabischen. Dabei blieb er Priesteramtskandidat für das Bistum Basel, am 23. März 1940 wurde er von Kardinal Jean Verdier in Paris zum Priester geweiht.
1942 promovierte Haag beim Niederländer Marcus Antonius van den Oudenrijn (1890–1962) an der Universität Freiburg (Schweiz). Danach ging er in die Seelsorge als Vikar an der Franziskanerkirche in Luzern. Hier beteiligte er sich nach Kriegsende am christlich-jüdischen Dialog. Von Herbst 1948 bis 1960 lehrte er Altes Testament an der Theologischen Fakultät Luzern, von 1960 bis 1980 hatte er den Lehrstuhl für Altes Testament an der katholisch-theologischen Fakultät an der Universität Tübingen inne.
Haag wurde insbesondere als Bibelwissenschaftler und Exeget bekannt, unter anderem gab er ein Bibellexikon heraus. Seine kritischen Positionen zu Teilen der Glaubenslehre, wie z. B. der Erbsünde, der Existenz bzw. Deutung des Teufels und zum Priesteramt fanden den Widerspruch der Kirchenleitung. Zu Haags engen Freunden zählte sein Tübinger Kollege Hans Küng.
Im Jahre 1985 wurde die Herbert Haag-Stiftung Für Freiheit in der Kirche gegründet, die den Herbert-Haag-Preis vergibt.

## Auszeichnungen
- 2000: Prix Courage
- 2001: Ehrennadel der Stadt Luzern

## Veröffentlichungen (Auswahl)
- als Hrsg.: Bibel-Lexikon. Benziger, Einsiedeln 1951; 2. Auflage Leipzig 1973; 3. Auflage 1982, ISBN 3-545-23040-6.
- Biblische Schöpfungslehre und kirchliche Erbsündenlehre (= Stuttgarter Bibelstudien. Bd. 10). Katholisches Bibelwerk, Stuttgart 1966; 4. Auflage 1968.
- Abschied vom Teufel. Benziger, Einsiedeln 1969; Neuauflage: Benziger, Zürich 2000, ISBN 3-545-70016-X.
- mit Katharina und Winfried Elliger: Vor dem Bösen ratlos? R. Piper & Co. Verlag, München und Zürich 1978, ISBN 3-492-02397-5.
- Biblisches Wörterbuch. Herder, Freiburg im Breisgau 1971; zuletzt 2011, ISBN 978-3-451-06243-8.
- Teufelsglaube Katzmann, Tübingen 1980, ISBN 978-3780503930.
- Der Gottesknecht bei Deuterojesaja (= Erträge der Forschung. Bd. 233). Wissenschaftliche Buchgesellschaft, Darmstadt 1985, ISBN 3-534-09045-4.
- mit Katharina Elliger: „Stört nicht die Liebe“. Die Diskriminierung der Sexualität – ein Verrat an der Bibel. Walter, Olten/Freiburg im Breisgau 1986, ISBN 3-530-30101-9.
- Mein Weg mit der Kirche. Benziger, Zürich 1991, ISBN 3-545-24080-0.
- mit Eugen Drewermann: Lasst Euch die Freiheit nicht nehmen! Benziger, Zürich 1993, ISBN 3-545-24110-6.
- Nur wer sich ändert, bleibt sich treu. Für eine neue Verfassung der katholischen Kirche. Herder, Freiburg im Breisgau 2000, ISBN 3-451-26891-4.